# Italians

Les colònies gregues antigues i els seus dialectes a la Magna Graecia.
Grec del NO
Acadi
Dòric
Jònic

Els italians són un grup ètnic del sud d'Europa que comparteixen una cultura comuna i parlen italià com a llengua materna. Els italians es defineixen per la seva nacionalitat italiana i la seva residència a la península Itàlica i els territoris adjacents. Segons recomptes del 2012 hi ha 60 milions d'italians a Itàlia i 300.000 a San Marino a més de 500.000 a Suïssa. A causa d'una gran i prolongada diàspora, es calcula que 4,5 milions d'italians viuen a l'estranger, particularment a Amèrica i Europa, a més de 80 milions que es calcula que tenen avantpassats italians. Els italians han tingut al llarg de la història una gran influència en l'art, la cultura i la ciència occidentals.